# Hilliard Lyle
Hilliard Lyle (født 21. december 1879, død 21. maj 1931) var en canadisk lacrossespillerx som deltog i OL 1904 i St. Louis.
Lyle var født i Ontario, men boede i en periode i Winnipeg, hvorfra han arbejdede som handelsrejsende. Han var også aktiv i lokale lacrosseklubber. Han var ikke med på Shamrock Lacrosse Team, der vandt provinsmesterskabet i 1903, men kom ikke desto mindre med holdet til OL 1904. Fire hold var meldt til turneringen ved OL, to canadiske og to amerikanske, men det amerikanske hold fra Brooklyn Crescents blev udelukket, da de havde betalte spillere på holdet. Shamrock-holdet gik direkte i finalen, hvor de mødte det amerikanske hold fra St. Louis Amateur Athletic Association. Shamrock vandt kampen klart med 8-2.
Ved første verdenskrigs udbrud meldte han sig til en Winnipeg-baseret bataljon og kom til at kæmpe i Frankrig, hvor han steg i graderne, til han blev løjtnant. Efter krigen fortsatte han som handelsrejsende, inden han grundlagde en købmandsbutik i Alberta. Efter år med familiemæssige konflikter skød han i 1931 sin kone og umiddelbart herefter også sig selv.